# Kecamatan Tanjung Palas
Kecamatan Tanjung Palas (indonesiska: Tanjung Palas) är ett distrikt i Indonesien.   Det ligger i provinsen Kalimantan Utara, i den norra delen av landet, 1 500 km nordost om huvudstaden Jakarta.